# ژاک دومر (وزنه‌بردار)
ژاک دومر (انگلیسی: Jacques Demers؛ زادهٔ ۲۷ ژوئیهٔ ۱۹۶۰) وزنه‌بردار اهل کانادا بود.